# Giải BAFTA lần thứ 51
Giải BAFTA lần thứ 51 được trao bởi Viện Hàn lâm Nghệ thuật Điện ảnh và Truyền hình Anh Quốc năm 1998 để tôn vinh những bộ phim xuất sắc nhất năm 1997.
The Full Monty của đạo diễn Peter Cattaneo đoạt giải Phim hay nhất, trong khi Nil by Mouth của đạo diễn Gary Oldman đoạt giải Alexander Korda cho phim Anh hay nhất.
Rory Bremner là người dẫn chương trình của buổi lễ trao giải.

## Chiến thắng và đề cử

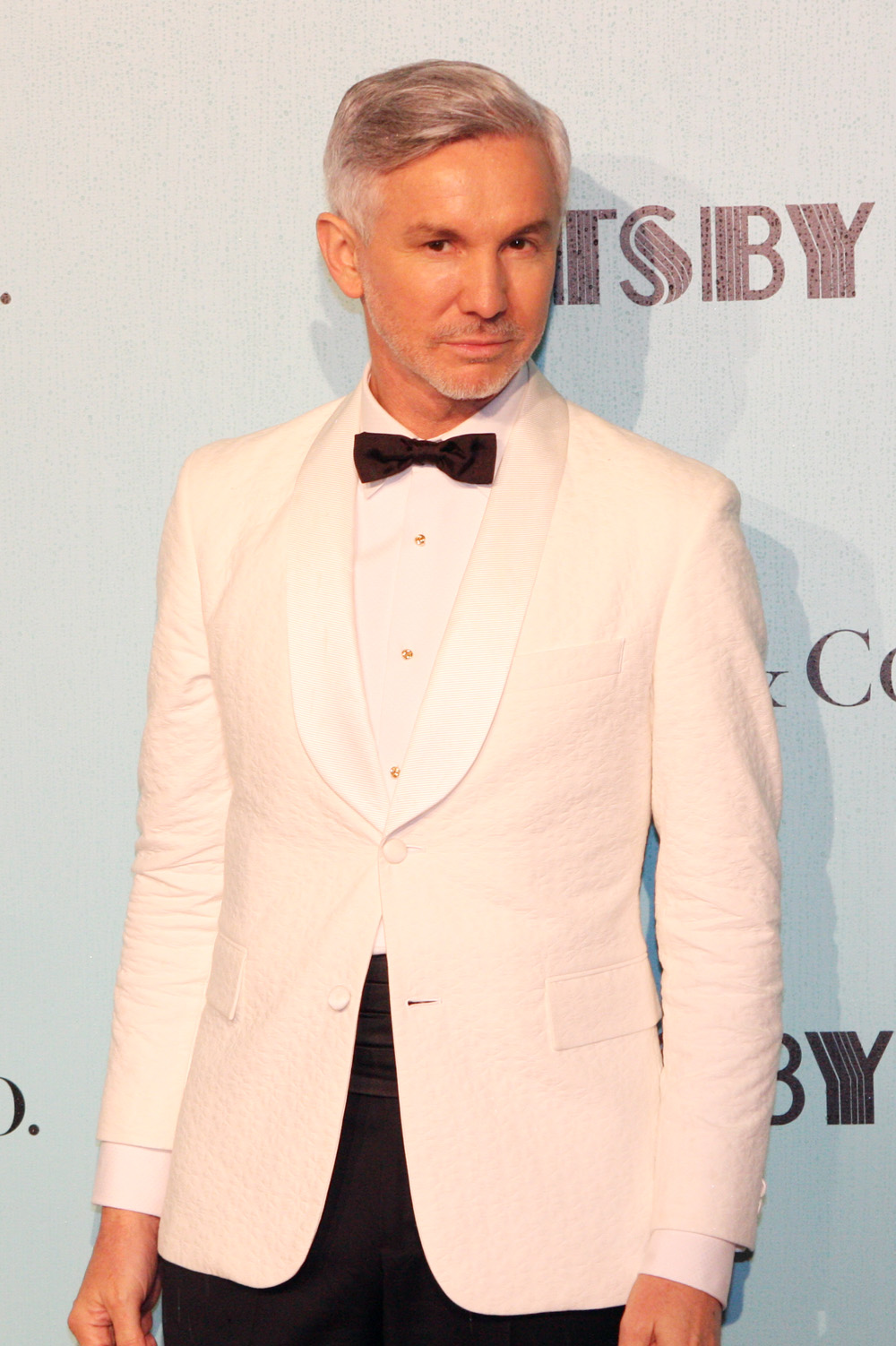
Baz Luhrmann, Đạo diễn và Kịch bản chuyển thể xuất sắc nhất

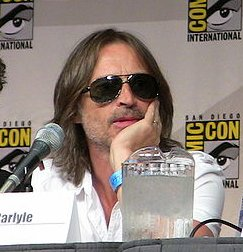
Robert Carlyle, Nam diễn viên chính xuất sắc nhất

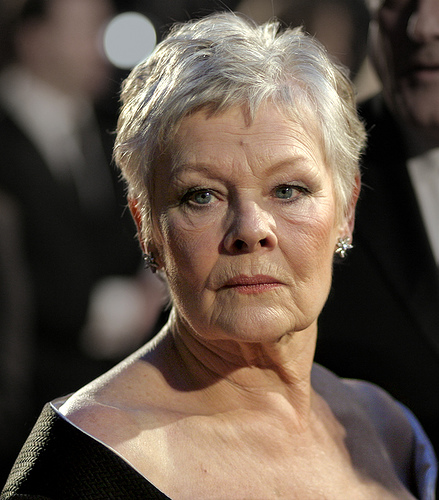
Judi Dench, Nữ diễn viên chính xuất sắc nhất

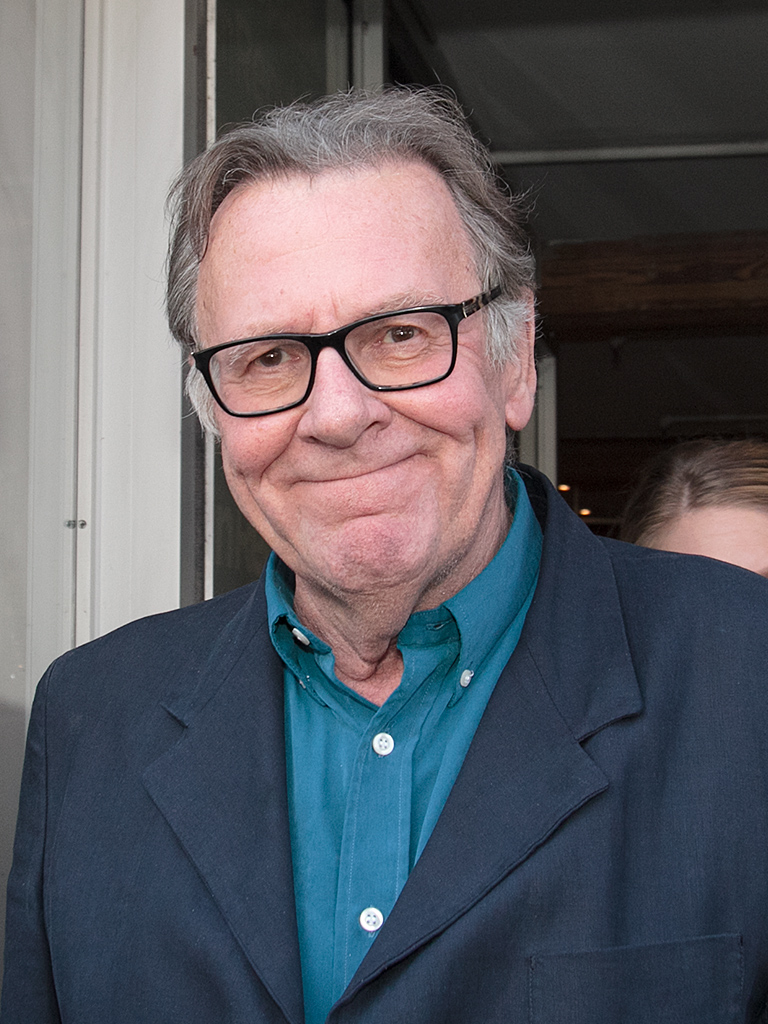
Tom Wilkinson, Nam diễn viên phụ xuất sắc nhất

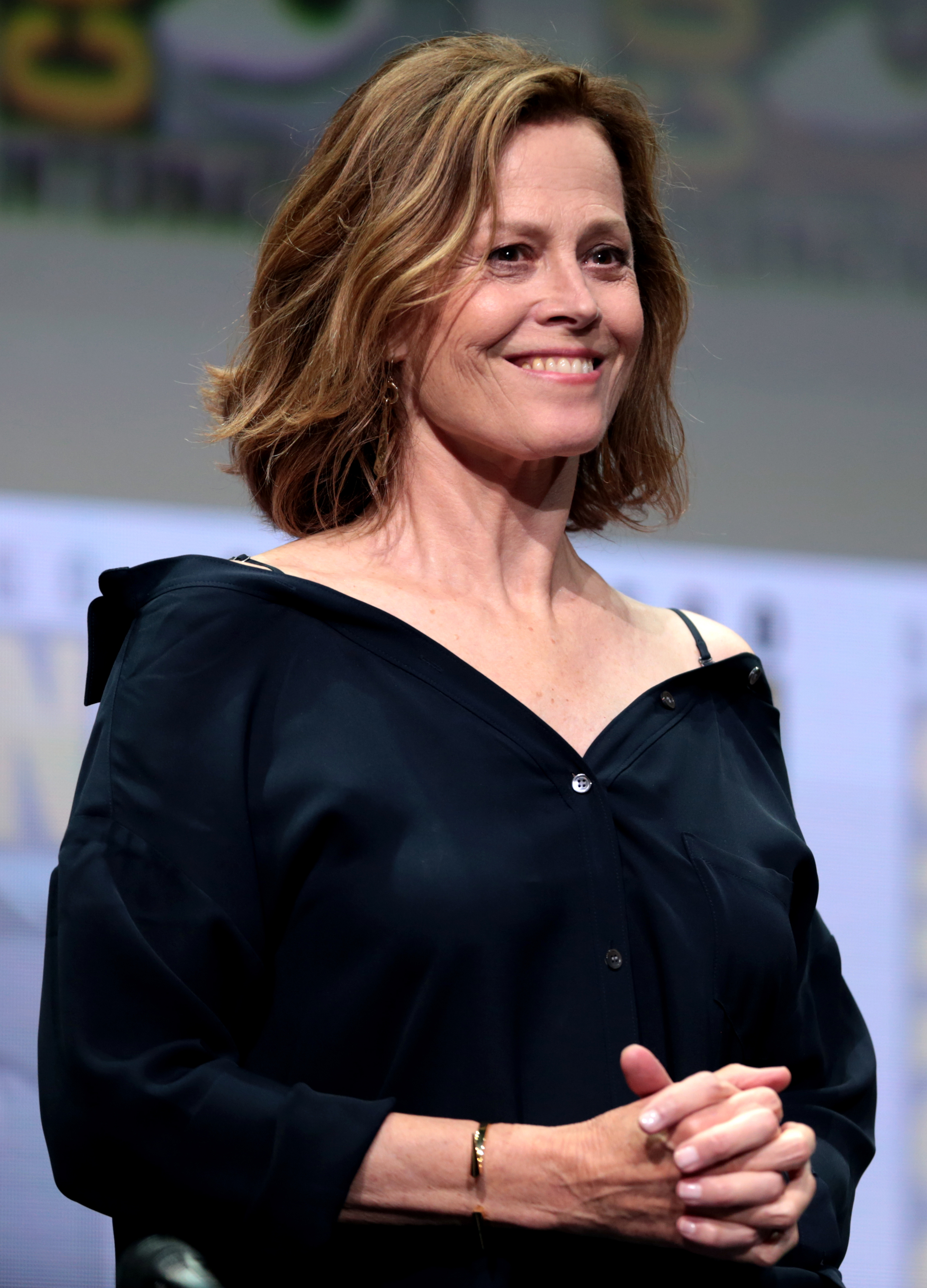
Sigourney Weaver, Nữ diễn viên phụ xuất sắc nhất

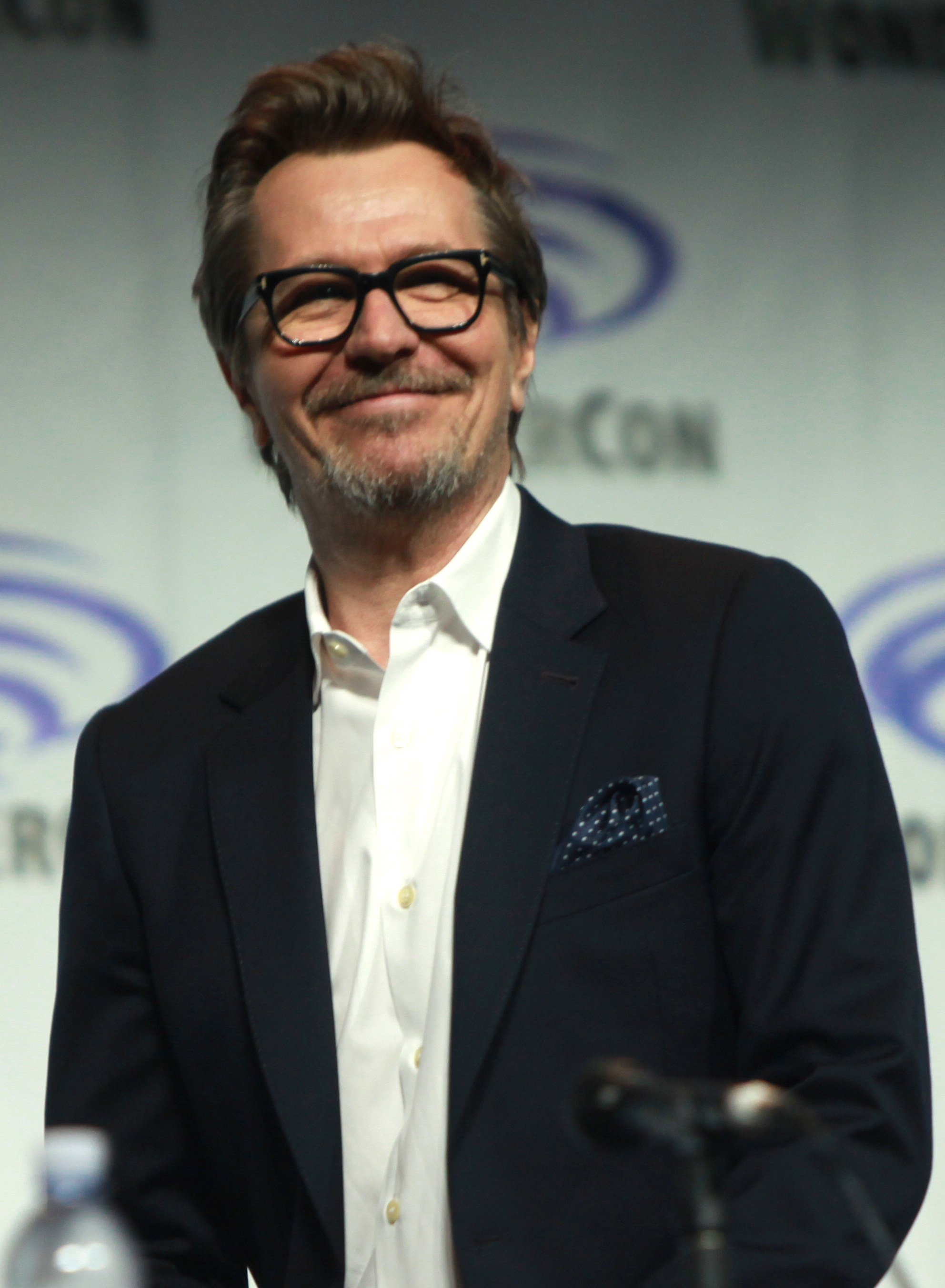
Gary Oldman, Kịch bản gốc xuất sắc nhất

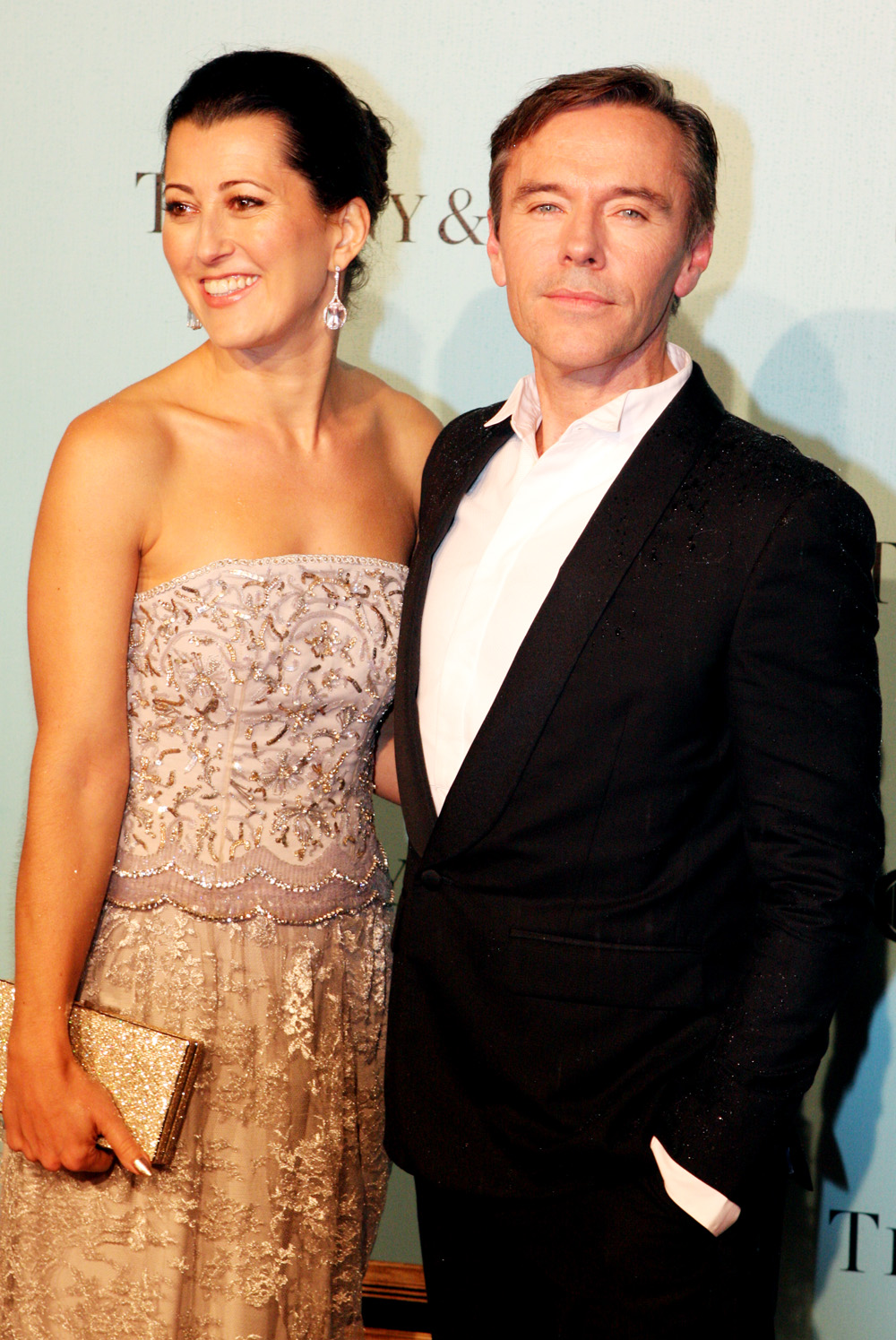
Craig Pearce, Kịch bản chuyển thể xuất sắc nhất

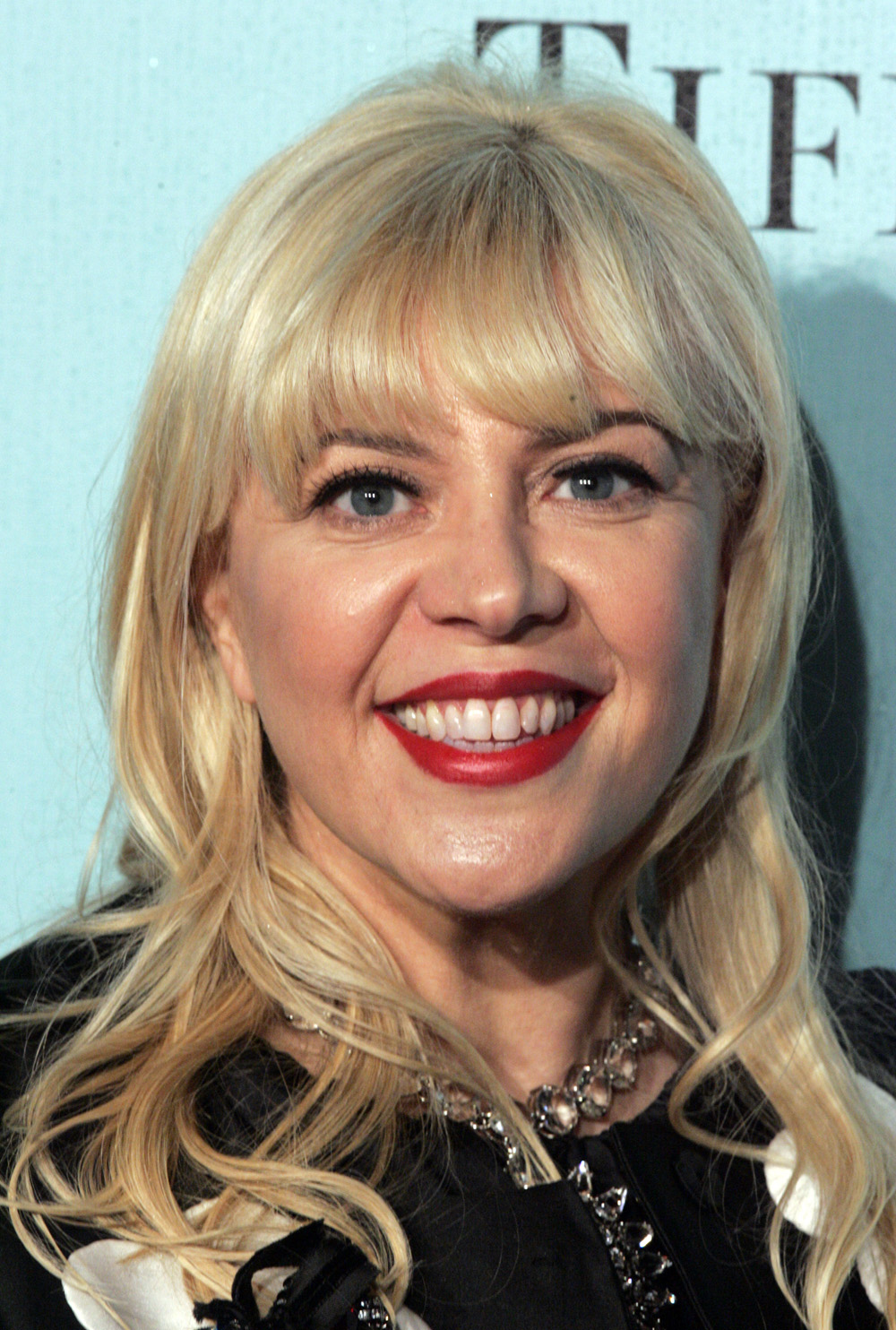
Catherine Martin, Thiết kế sản xuất xuất sắc nhất

| Phim hay nhất The Full Monty – Uberto Pasolini - L.A. Confidential – Arnon Milchan, Curtis Hanson và Michael Nathanson - Mrs Brown – Sarah Curtis - Titanic – James Cameron và Jon Landau | Đạo diễn xuất sắc nhất Baz Luhrmann – Romeo + Juliet - Curtis Hanson – L.A. Confidential - James Cameron – Titanic - Peter Cattaneo – The Full Monty |
| Nam diễn viên chính xuất sắc nhất Robert Carlyle – The Full Monty vai Gary Schofield - Billy Connolly – Mrs Brown vai John Brown - Kevin Spacey – L.A. Confidential vai Jack Vincennes - Ray Winstone – Nil by Mouth vai Raymond | Nữ diễn viên chính xuất sắc nhất Judi Dench – Mrs Brown vai Victoria của Anh - Helena Bonham Carter – The Wings of the Dove vai Kate Croy - Kathy Burke – Nil by Mouth vai Valerie - Kim Basinger – L.A. Confidential vai Lynn Bracken                                                                                     |
| Nam diễn viên phụ xuất sắc nhất Tom Wilkinson – The Full Monty vai Arthur Cooper - Burt Reynolds – Boogie Nights vai Jack Horner - Mark Addy – The Full Monty vai Dave Horsefall - Rupert Everett – My Best Friend's Wedding vai George Downes | Nữ diễn viên phụ xuất sắc nhất Sigourney Weaver – The Ice Storm vai Janey Carver - Jennifer Ehle – Wilde vai Constance Lloyd - Lesley Sharp – The Full Monty vai Jean Horsefall - Zoë Wanamaker – Wilde vai Ada Leverson                                                                                                   |
| Kịch bản gốc xuất sắc nhất Nil by Mouth – Gary Oldman - Boogie Nights – Paul Thomas Anderson - The Full Monty – Simon Beaufoy - Mrs Brown – Jeremy Brock | Kịch bản chuyển thể xuất sắc nhất Romeo + Juliet – Craig Pearce và Baz Luhrmann - The Ice Storm – James Schamus - L.A. Confidential – Brian Helgeland và Curtis Hanson - The Wings of the Dove – Hossein Amini |
| Quay phim xuất sắc nhất The Wings of the Dove – Eduardo Serra - L.A. Confidential – Dante Spinotti - Romeo + Juliet – Donald McAlpine - Titanic – Russell Carpenter | Thiết kế phục trang xuất sắc nhất Mrs Brown – Deirdre Clancy - L.A. Confidential – Ruth Myers - Titanic – Deborah Lynn Scott - The Wings of the Dove – Sandy Powell |
| Dựng phim xuất sắc nhất L.A. Confidential – Peter Honess - The Full Monty – David Freeman và Nick Moore - Romeo + Juliet – Jill Bilcock - Titanic – Conrad Buff IV, James Cameron và Richard A. Harris | Hóa trang và làm tóc xuất sắc nhất The Wings of the Dove – Sallie Jaye và Jan Archibald - L.A. Confidential – John M. Elliott Jr., Scott H. Eddo và Janis Clark - Mrs Brown – Lisa Westcott - Titanic – Tina Earnshaw, Simon Thompson, Kay Georgiou và Greg Cannom                                                         |
| Nhạc phim hay nhất Romeo + Juliet – Nellee Hooper, Craig Armstrong và Marius de Vries - The Full Monty – Anne Dudley - L.A. Confidential – Jerry Goldsmith - Titanic – James Horner | Thiết kế sản xuất xuất sắc nhất Romeo + Juliet – Catherine Martin - L.A. Confidential – Jeannine Oppewall - Mrs Brown – Martin Childs - Titanic – Peter Lamont |
| Âm thanh xuất sắc nhất nhất L.A. Confidential – Terry Rodman, Roland Thai, Kirk Francis, Andy Nelson, Anna Behlmer và John Leveque - The Full Monty – Alastair Crocker, Adrian Phodes và Ian Wilson - Romeo + Juliet – Gareth Vanderhope, Rob Young và Roger Savage - Titanic – Gary Rydstrom, Tom Johnson, Gary Summers và Mark Ulano                                    | Hiệu ứng hình ảnh đặc biệt xuất sắc nhất nhất The Fifth Element – Mark Stetson, Karen Goulekas, Nick Allder, Neil Corbould và Nick Dudman - The Borrowers – Peter Chiang - Men in Black – Eric Brevig, Rick Baker, Rob Coleman và Peter Chesney - Titanic – Robert Legato, Mark Lasoff, Thomas L. Fisher và Michael Kanfer |
| Phim Anh hay nhất Nil by Mouth – Luc Besson, Douglas Urbanski và Gary Oldman - The Borrowers – Tim Bevan, Eric Fellner, Rachel Talalay và Peter Hewitt - The Full Monty – Uberto Pasolini và Peter Cattaneo - Mrs Brown – Sarah Curtis và John Madden - Regeneration – Allan Scott, Peter Simpson và Gillies MacKinnon - Twenty Four Seven – Imogen West và Shane Meadows | Phim không nói tiếng Anh hay nhất The Apartment – Georges Benayoun và Gilles Mimouni - Lucie Aubrac – Claude Berri - Ma vie en rose – Carole Scotta và Alain Berliner - The Tango Lesson – Christopher Sheppard và Sally Potter                                                                                            |
| Phim hoạt hình ngắn hay nhất Stage Fright – Helen Nabarro, Michael Rose và Steve Box - Flatworld – Nigel Pay, Daniel Greaves và Patrick Veale - Transit – Iain Harvey and Piet Kroon - The Traveller – Jeremy Moorshead and Debra Smith | Phim ngắn hay nhất The Deadness of Dad – Mandy Sprague, Philippa Cousins và Stephen Volk - Crocodile Snap – James Greville và Joe Wright - Gasman – Gavin Emerson và Lynne Ramsay - Little Sisters – Nic Murison và Andy Goddard                                                                                           |

## Thống kê
| Số lượng | Phim                  |
| -------- | --------------------- |
| 12       | L.A. Confidential     |
| 11       | The Full Monty        |
| 10       | Titanic               |
| 8        | Mrs Brown             |
| 7        | Romeo + Juliet        |
| 5        | The Wings of the Dove |
| 4        | Nil by Mouth          |
| 2        | Boogie Nights         |
| 2        | The Borrowers         |
| 2        | The Ice Storm         |
| 2        | Wilde                 |

| Số lượng | Phim                  |
| -------- | --------------------- |
| 4        | Romeo + Juliet        |
| 3        | The Full Monty        |
| 2        | L.A. Confidential     |
| 2        | Mrs Brown             |
| 2        | Nil by Mouth          |
| 2        | The Wings of the Dove |